# Programa de armas nucleares da Itália
O programa italiano de armas nucleares foi um esforço por parte da Itália para desenvolver armas nucleares no final da década de 1960 e início de 1970. Após propostas abortivas para estabelecer programas multilaterais com os Aliados da OTAN nos anos 1950 e 1960, o país lançou um programa de armas nucleares próprio, incluindo o teste de um míssil balístico. O programa terminou em 1975, após a adesão ao Tratado de Não Proliferação. Atualmente, a Itália não produz ou possui armas nucleares, mas faz parte do Programa de Compartilhamento Nuclear da OTAN.

## Precedentes
No final da II Guerra Mundial, a Itália foi rápida para perceber a situação geopolítica e criou uma estratégia política que se apoiava noo multilateralismo, principalmente através de uma estreita relação com os Estados Unidos, membros da OTAN e uma maior integração Europeia. O Exército italiano estava particularmente interessado em adquirir armas nucleares, vendo-as principalmente com uma função
A Itália começou a hospedar armas nucleares dos EUA sob a política de partilha nuclear da OTAN. A primeira armas nucleares implantadas foram os foguetes MGR-1 Honest John e MGM-5 Corporal em 1957. Seguidos por mísseis terra-ar MIM-14 Nike Hercules. No entanto, todos estes sistemas estavam sob controle exclusivo dos EUA. Assim sendo, e a Itália perseguiu simultaneamente diálogos com outras nações europeias para colaborar em um programa nuclear. Foram realizadas discussões com a França e a Alemanha sobre um sistema conjunto de dissociação nuclear, mas elas foram interrompidas em 1958 por Charles de Gaulle, devido ao seu desejo por uma capacidade nuclear francesa independente.
A decisão da Suíça, em 23 de dezembro de 1958, em prosseguir com um programa de armas nucleares colocou um impulso adicional na Itália. Mais pressão foi feita nos Estados Unidos para fornecer mais armas nucleares. Em 26 de Março de 1959, um acordo foi feito, no qual a Força Aérea Italiana iria receber 30 mísseis balísticos PGM-19 Júpiter para serem operados a partir de Gioia del Colle Base Aérea de Gioia del Colle. Os primeiros mísseis chegaram em 1 de abril de 1960. Desta vez os EUA implantaram um sistema de chave dual, levando o governo italiano a acreditar que eles tinham maior controle sobre as armas nucleares e portanto, mais poder na OTAN. Explicitamente, os novos mísseis poderiam ser usados "para a execução de planos e políticas da OTAN tanto em tempos de paz como em guerra". Os mísseis foram operados por uma nova brigada, a 36ª Aerobrigata.

## Força Multilateral

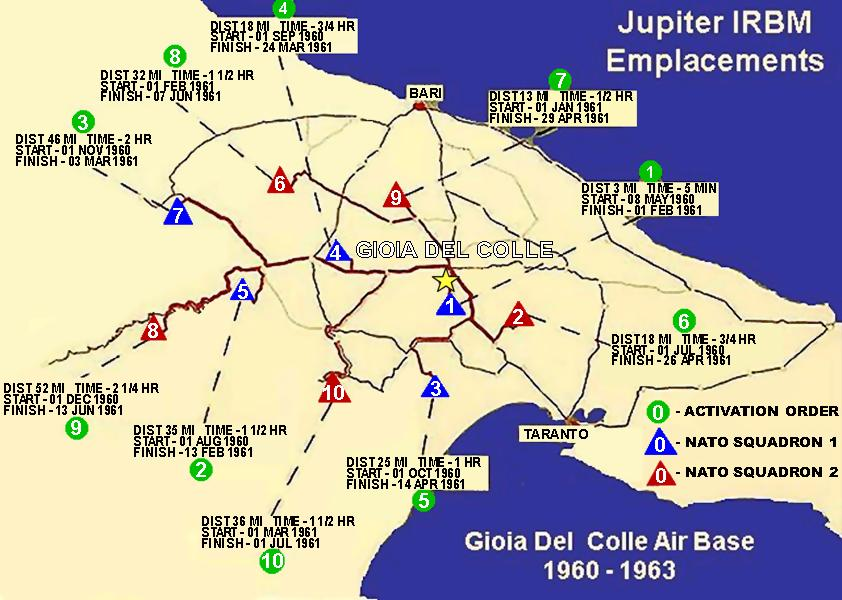
Locais de implantação de mísseis Júpiter

Ao mesmo tempo enquanto trabalhava com os Estados Unidos, Itália explorou o conceito de desenvolver uma Força Multilateral da OTAN (MLF) conceito para desenvolver uma força nuclear europeia. A MLF foi um conceito promovido pelos Estados Unidos para colocar todos as armas nucleares da OTAN não operados peos seus próprios serviços em um controle conjunto, com sistemas de chaves duais de controle para forças americanas e europeias. Para os Estados Unidos, o MLF foi uma tentativa de equilibrar o desejo de outros membros em desempenhar um papel de dissuasão nuclear com o seu interesse em trazer todos os atuais e potenciais arsenais nucleares das nações europeias ocidentais sob a égide de uma forma mais coesa da OTAN. a Itália argumentava para a cooperação nuclear há muito tempo, com o Ministro da Defesa, Paulo Emilio Taviani dizendo em 29 de novembro de 1956, que o governo italiano estava tentando persuadir seus "Aliados a remover as restrições injustificadas em relação ao acesso dos países da OTAN às novas armas." A política foi perseguida pelas administrações de Kennedy e Johnson, e formaram uma parte fundamental das negociações em torno do Acordo de Nassau entre os Estados Unidos e o Reino Unido e a tentativa de adesão do Reino Unido à Comunidade Econômica Europeia (CEE), em 1961.
Com MLF, os Estados Unidos propôs que vários países da OTAN operassem os mísseis UGM-27 Polaris usando plataformas marítimas capazes de se movimentaram, principalmente submarinos nucleares. A Marinha italiana retirou o cruzador Giuseppe Garibaldi de serviço e reconstruiu o navio entre 1957 e 1961, como um cruzador de mísseis guiados, com lançadores para quatro mísseis Polaris. Pouco depois, em dezembro de 1962, o Ministro da Defesa italiano Giulio Andreotti solicitou oficialmente assistência aos Estados Unidos  no desenvolvimento de propulsão nuclear para a sua frota.
O governo italiano viu o crescimento do movimento para deter a proliferação de armas nucleares como um dos principais desafios para o seu programa nuclear. No Comitê das Dezoito Nações para o Desarmamento, o governo italiano argumentou que atividades multilaterais  como a MLF deveriam ser excluídas de qualquer contrato sobre a não proliferação, mas descobriu que a União Soviética requisitou que a MLF fosse terminada como parte das negociações do Tratado de Não Proliferação de Armas Nucleares e os Estados Unidos terminou o acordo em 17 de dezembro de 1964, com o National Security Action Memorandum Nº 322. Ao mesmo tempo, em 5 de janeiro de 1963, os Estados Unidos anunciaram que iriam retirar os mísseis Júpiter, como consequência da Crise dos Mísseis de cuba. A decisão foi aprovada pelo governo italiano e a brigada de mísseis foi desativada em 1 de abril de 1963.

## Programa nacional italiano

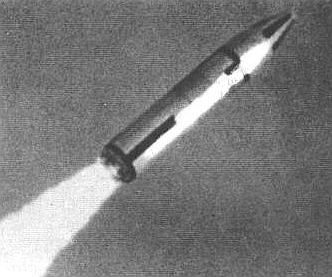
Teste de lançamento do Alfa em 1975

Com o fracasso de seus esforços multilaterais, Itália procurou novamente a criação de uma força nuclear própria. A Itália tinha experiência com a tecnologia nuclear, com uma indústria de energia nuclear desenvolvida operando reatores de tecnologias como BWR , Magnox, e PWR , bem como o reator de testes RTS-1 "Galileu Galilei" de 5 MW em CAMEN (em italiano:  Centro Applicazioni Militari Energia Nucleare, Centro de Aplicações Militares da Energia Nuclear). A nação também tinha um grande número de aeronaves capazes de usar armas nuclear, incluindo o Lockheed F-104 Starfighter e estava desenvolvendo o Panavia Tornado, tendo a função de ataque nuclear em mente.
Em 27 de Março de 1960, quando o Almirante Pecori Geraldi argumentou que uma força nuclear que usasse vetores marítimos como submarinos e navios fosse a mais resistente a ataques, a marinha procurou oportunidades para assumir funções de ataque nuclear e ganhou experiência por meio de testes bem sucedidos de mísseis Polaris lançados pelo Giuseppe Garibaldi em setembro de 1962.

### Alfa

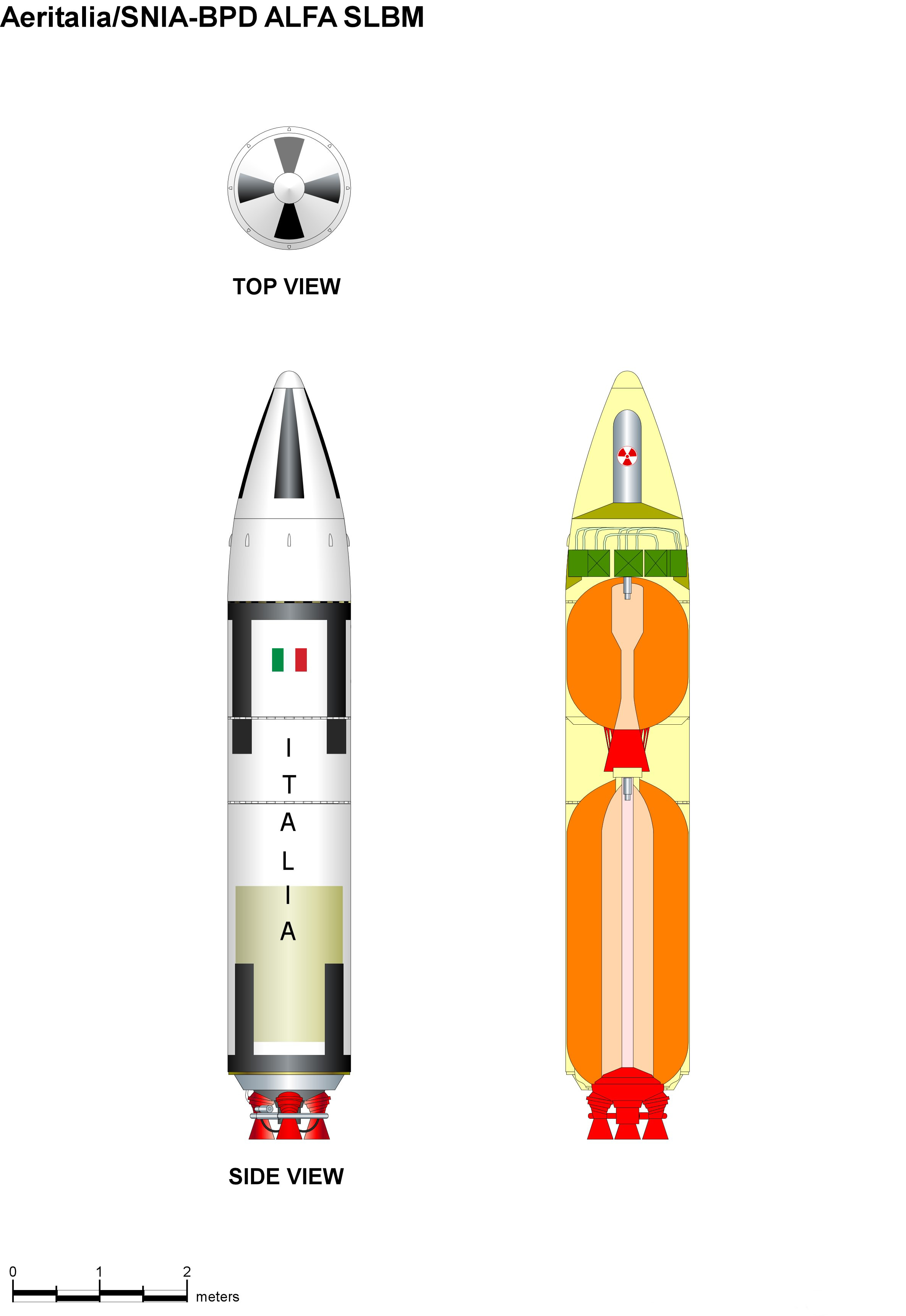
Míssil italiano Alfa, visões lateral e em corte

Em 1971, a Marinha italiana começou um engenhoso programa de desenvolvimento de mísseis balísticos chamado Alfa. Oficialmente, o projeto foi denominado como um esforço para um estudo de desenvolvimento de um foguete de propelente sólido eficiente para aplicações civis e militares. Ele foi planejado como um foguete de dois estágios e poderia ser lançado de submarinos e navios. Testes de lançamentos iniciaram-se com a maquete de um estágio superior ocorrendo entre 1973 e 1975, de Salto di Quirra. O Alfa tinha 6,5 metros (21 pé) de comprimento e tinha um diâmetro de 1,37 metros (4 ft 6 in). A primeira fase do Alfa tinha 3,85 metros (12,6 pé) de comprimento e continha 6 ton de combustível sólido de foguete, fornecendo um impulso de 232 kN , por um período de 57 segundos. Ele poderia levar uma ogiva de 1 ton com um alcance de 1 600 quilômetros (990 mi), colocando a Rússia Europeia e Moscou ao seu alcance se lançado do Mar Adriático.
A combinação de altos custos de mais de 6 bilhões de lira e um clima de mudança política significou o fim do projeto. além disso, havia o risco de escalada nuclear fora da Europa e pressão interna para a Itália desempenhar a sua parte na redução da tensão nuclear. Estes fatores combinado com a pressão dos Estados Unidos levou a Itália a abandonar o seu programa de armas nucleares e ratificar o Tratado de Não Proliferação de Armas Nucleares em 2 de Maio de 1975.
A tecnologia empregada no Alfa é hoje utilizada em foguetes de propelente sólidos para lançamentos orbitais leves, como o atual Vega. O país em anos mais recentes, sob os auspícios da agência espacial Europeia tem demonstrado a reentrada e aterrissagem de retorno de uma cápsula chamada IXV.

## Potenciais alvos nucleares
O desenvolvimento do programa tinha sido estimulado por programas semelhantes em países vizinhos, particularmente da Romênia, Suíça e Iugoslávia. no Entanto, o ex-Presidente italiano Francesco Cossiga afirmou em 2005 que a Itália tinha planos de retaliação nuclear durante a Guerra Fria que consistiam em lançar armas nucleares em Praga e Budapeste, se houvesse algum primeiro ataque soviético contra os membros da OTAN.

## Armas nucleares na Itália desde 1975
A Itália continua a ser uma anfitriã de armas nucleares em seu solo após o seu próprio programa ter sido interrompido. Desde 1975, o país tem utilizado o Exército dos Estados Unidos para a implantação do míssil de cruzeiro baseado em solo BGM-109G, mísseis balísticos táticos MGM-52 Lance e artilharia nuclear usando as as armas W33, W48 e W79. A unidade 3ª Brigada de Mísseis "Aquileia" do Exército Italiano foi treinada para usar as munições até que o Exército dos Estados Unidos removeu a última de suas armas nucleares da Itália em 1992, quando retirou o último míssil Lance.

## Situação atual

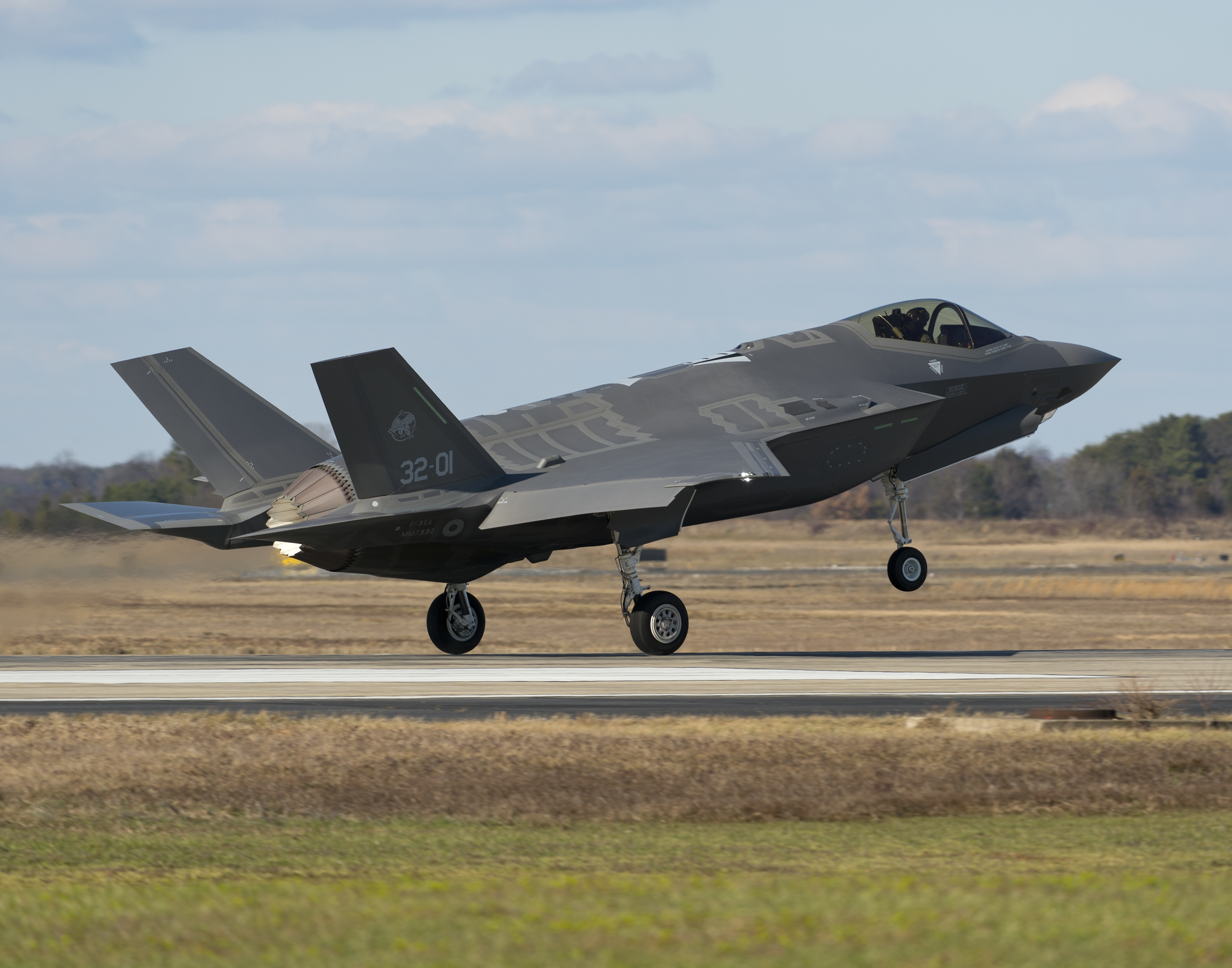
A Força Aérea Italiana está procurando adquirir o F-35, que tem a capacidade de transportar a B61.

O país faz parte do Programa de Compartilhamento Nuclear da OTAN e no âmbito deste programa, os Estados Unidos mantém absoluta custódia e controle sobre as armas nucleares. Devido a esta política não está claro se a Força Aérea Italiana poderia usar essas armas em tempo de guerra, mas algumas fontes afirmam o contrário. Em 2015, as bombas nucleares B61 mod 3, mod 4 e mod 7 estavam armazenados em dois locais, na Base Aérea de Aviano com 50 bombas e entre 20 a 40 bombas na Base Aérea Ghedi. Elas podem ser entregues pelos General Dynamics F-16 Fighting Falcons da 31º Fighter Wing da USAF, que operam em Aviano e os Panavia Tornado italianos do 6º Stormo Alfredo Fusco que operam em Ghedi. A frota de Tornados irá potencialmente ser substituída pelo Lockheed Martin F-35 Lightning.